# 射馬干部落
射馬干部落位於臺灣臺東縣臺東市，為原住民卑南族的傳統八大社部落之一，行政區劃分上屬於臺東市建和里，因此又稱為建和社區。該部落最重要之特色為卑南族歷史傳說中稱卑南族的祖先最早從太平洋登陸臺灣時，在今臺東縣太麻里鄉三和村海岸邊，一處稱為「Revuwa'an」（卑南語發祥、起源之意）的地方種植一叢竹林，射馬干部落也是臺灣最大的杭菊產地。

## 歷史
根據射馬干部落當地的口述歷史記載，射馬干部落與卡大地布部落為姊弟部落，射馬干部落的創社人杜姑為卡大地布社創社祖西哈西浩的姊姊，後來姊弟失和，杜姑乃率部屬移居今太麻里溪流域一帶，並招贅從屏東排灣族巴達茵部落來的青年馬拉斯（melas）。杜姑的後代遷移到知本溪上游深山定居，直到第十六子孫因卡大地布社祖先的勸請下，從知本溪上游遷到屯落「Kadekalran」(意為真正的部落)與卡大地布社的祖先居住在一起，杜姑的後代於卡大地布祖先居住地的下方「Sava-savak」建立聚落，該地是一座山谷，射馬干社族人稱為「Kasavakan」，為深處之意 。

### 荷西時期
臺灣荷西時期1630年，荷蘭人入侵臺灣東部地區後，射馬干社族人從屯落「Kadekalran」遷到現今建和社區所在地北邊，一處稱為「Silrevan」(意為挑水的地方，為今建和社區魚池聚落)的地方定居，然而定居下來的射馬干社族人卻時常發生械鬥衝突，部落頭目「Ajawan 」認為是該地區的居住品質不佳導致族人容易發生衝突。因此再度進行遷址，來到稱為「'Ice'iceng」(今建和社區建豐聚落)的地方定居。

### 清領時期
臺灣清領時期後，「Kasavakan」被清廷文獻翻譯為「射馬干」或「霄馬干」。1724年，臺灣總兵林亮派遺吳崑與卑南覓官員來後山訪查各原住民部落，並曾來到射馬干社進行政令宣達。光緒年間漢人洪狗昌兄妹一家來到後山便進入射馬干社居住，其中洪家大哥，洪科盤就曾擔任過清領時期卡大地布社與射馬干社兩社的通事。
洪狗昌定居下後，與當地卑南族人結婚，並引進農耕技術教育卑南族人耕作與施肥的技巧後續在偕同族人興建射馬干圳，成為該地區水稻種植的初始。水稻田開始墾殖後，漢人逐日益增加，因此射馬干社族人會先把土地借給漢人來進行耕作，過幾年後在無條件還給部落族人。

### 日治時期
臺灣日治時期，得力於射馬干社較早與漢人接觸，因此當時有5、6戶的漢人定居在部落中。1914年射馬干部落爆發水災導致部落受創嚴重，因此射馬干社第三度遷址，來到今日建和社區後方的山坡地帶，稱為「Sinalikidan」的地方居住，另一少部分的族人仍留在今日稱為建豐、建東的地方居住。1929年日本人為方便管理南迴公路沿線的原住民部落，以防止發生動亂，加上管理山坡下的水稻田，因此分別將建豐「'Ice'iceng」與建和社區後方「Sinalikidan」的族人統一集中到舊稱新社的建和社區，並且禁止漢人隨意出入部落，使得漢人僅能居住在建豐、建東、魚池等部落外圍的地區。

### 戰後至今
臺灣戰後射馬干部落重新劃定為普通行政區，並被改名為建和。漢人得以自由進出後，部落裡開始重新有漢人移居於此，併大多聚集在部落北方的敬山宮周圍。1961年以後，中華民國國軍退役官兵在政府安排下，來到利嘉溪右岸溪畔地進行屯墾，逐擴大射馬干部落與漢人之間的交流。
1993年，建和社區成為臺東縣第一座榮獲全國十大環保社區的村落，1998年後，獲得行政院文建會「振興地方傳統產業計畫」的補助新臺幣300萬元來設立「建和木雕藝術村」發展建和社區文化特色。

## 部落概況
射馬干部落今日所在的建和社區，最初為日治時期日本人所規劃的新社，因此今日建和社區內道路與土地配置為整齊的棋盤式，每一戶的建築面積都相同。射馬干部落的人口聚集上，共分成了建和社區、建東及上建和三個區域，總人口至2018年2月止為1,606人。部落居民大多以農牧業為主要產業型態。

## 宗教信仰

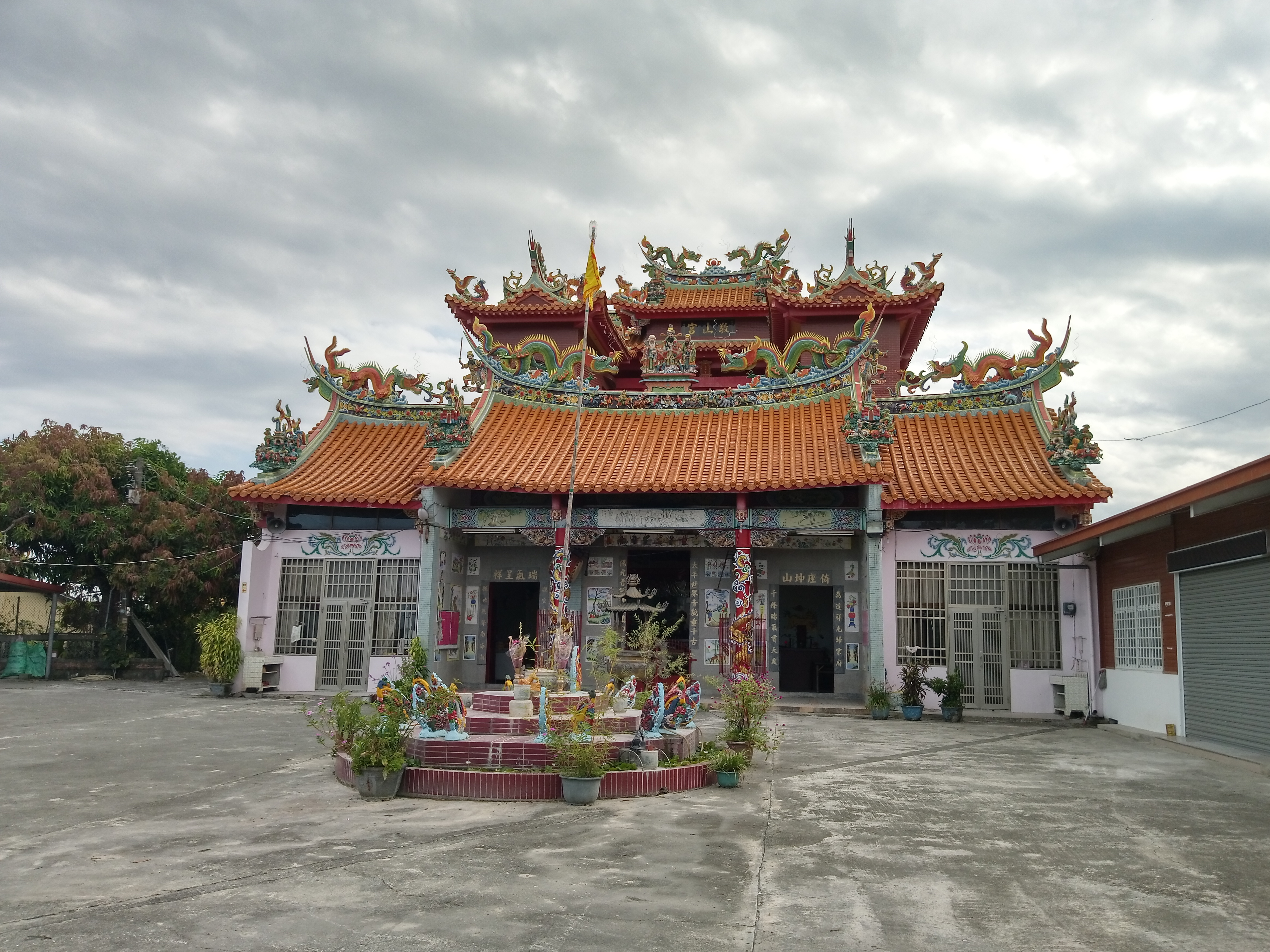
建和敬山宮外觀

敬山宮:戰後建和社區部分的卑南族人開始接受漢人宗教信仰，與漢人信仰太陽星君一同出資興建敬山宮。
追思堂:追思堂建於於1992年，由於當時族人常發生不幸的意外，很多族人做夢，常夢到歷代很多勇士為保護部落而戰死，死後沒有子孫奉祀，族人不知回饋，祖先生氣才懲戒族人。為此族人開會討論，倡議建廟奉祀，族人獻地捐資，由頭目雕塑，追思堂就這樣建立起來，每年農曆春節，7月15日中元，族人會準備牲禮，鮮花素果前來祭拜，平常晨昏燒香，供奉花果的族人也很多。
天主教:天主教大約在1954年開始在建和社區發起，因偶爾有救濟品的發放，因此那時天主教的信仰者不在少數。
1957年後社區內第一座天主教堂成立，信仰者約有近百位居民，直到今日信仰天主教者已減少到約20位居民，原有之天主教堂也逐漸減少維護之下已毀壞，剩餘信仰者皆改至鄰近的知本天主堂做禮拜，成為臺灣罕見沒有天主教堂的原住民部落。

## 圖集

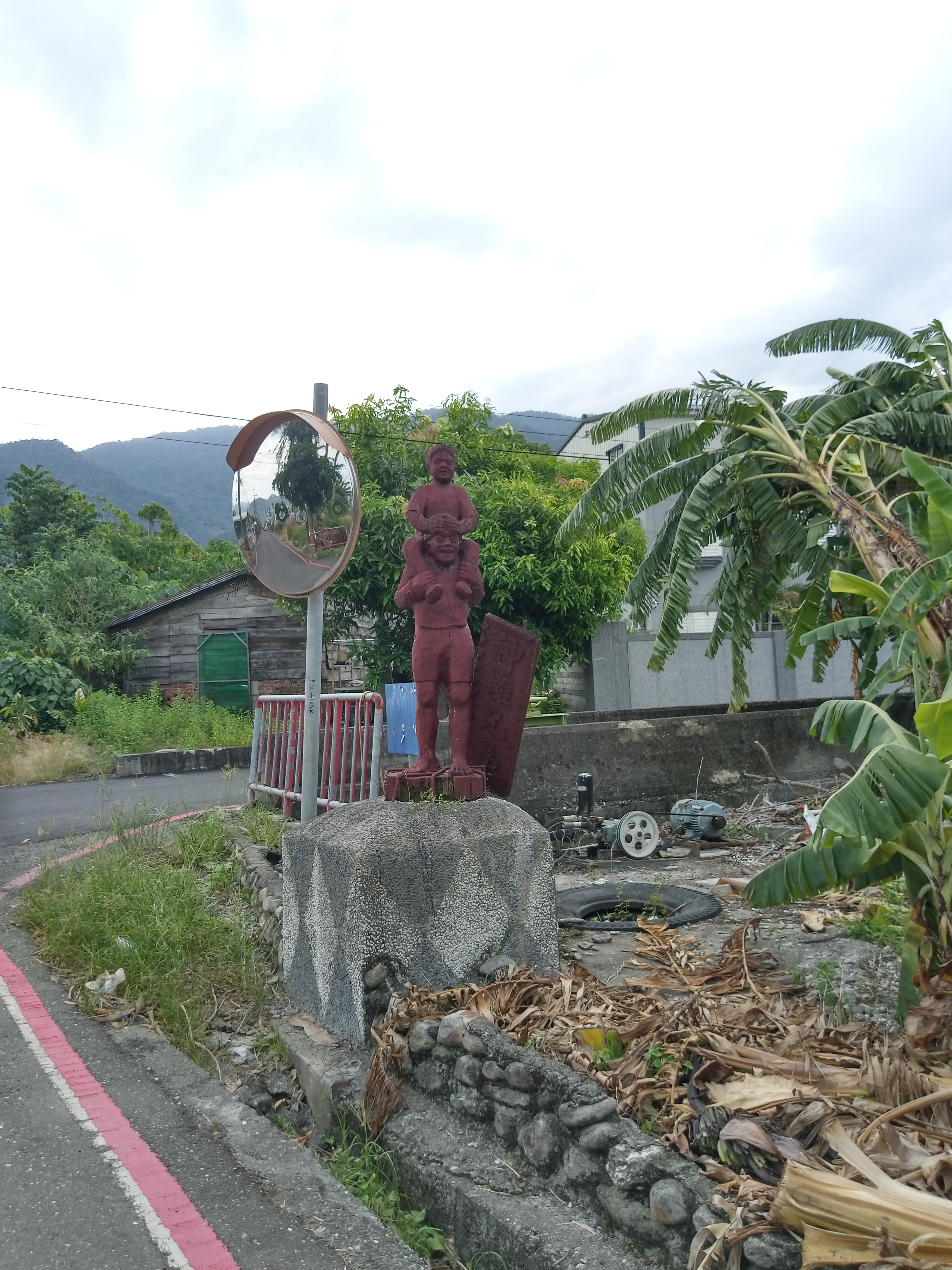
射馬干部落裝置藝術
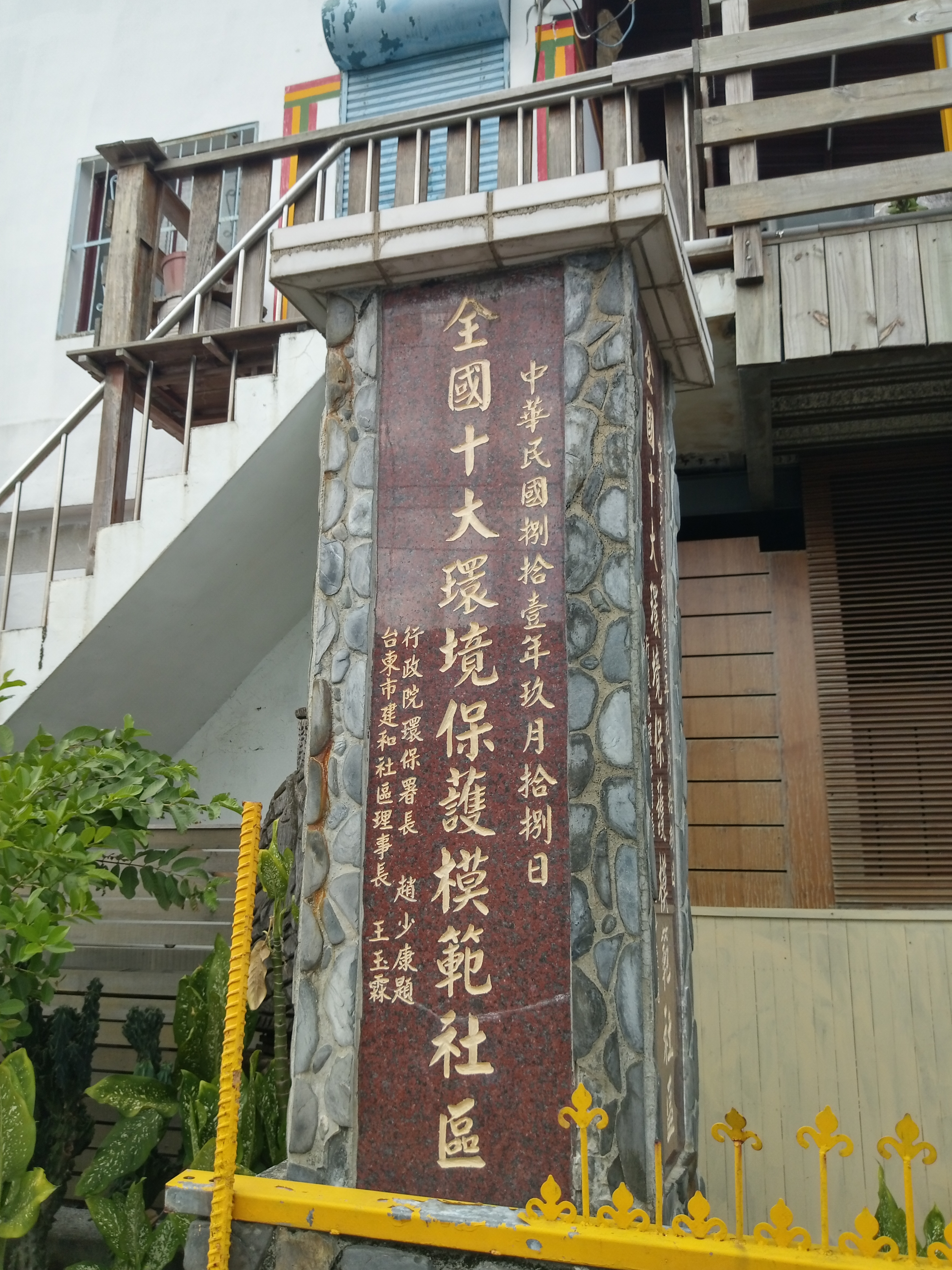
1993年建和社區榮獲臺東縣第一座全國十大環保社區紀念碑

## 資料來源
1. 1 2  . 臺東戶政事務所. 2018-02  [2018-03-30]. （原始内容存档于2018-03-29）.
2. 1 2 3  . 原民資訊資源網.   [2017-08-10]. （原始内容存档于2019-08-18） （中文（臺灣））.
3. 1 2 3 4 5 6 7 8 9  . 行政院農業委員會 農田水利入口網.   [2017-08-10]. （原始内容存档于2019-06-05） （中文（臺灣））.
4. ↑  . 臺東縣政府 臺東觀光網.   [2017-08-10] （中文（臺灣））.[永久]
5. ↑  . 文化部 社區通.   [2017-08-10]. （原始内容存档于2019-08-13） （中文（臺灣））.